# 백엔의 사랑
《백엔의 사랑》(일본어: 百円の恋)은 2014년 개봉한 일본의 스포츠 드라마 영화이다. 타케 마사하루가 감독을, 아다치 신이 각본을 맡았다.

## 출연

### 주연
- 안도 사쿠라

### 조연
- 아라이 히로후미
- 이나가와 미요코
- 코이데 사오리
- 우노 쇼헤이
- 이토 요자부로
- 요시무라 카이토